# Kalajevo (Lukavac)
Pour les articles homonymes, voir Kalajevo.
Kalajevo (en cyrillique : Калајево) est un village de Bosnie-Herzégovine. Il est situé dans la municipalité de Lukavac, dans le canton de Tuzla et dans la fédération de Bosnie-et-Herzégovine. Selon les premiers résultats du recensement bosnien de 2013, il compte 78 habitants.

## Démographie

### Évolution historique de la population
| 1948 | 1953 | 1961 | 1971 | 1981 | 1991 | 2013 |
| ---- | ---- | ---- | ---- | ---- | ---- | ---- |
| -    | -    | 249  | 10   | 151  | 163  | 78   |

|  |